# Balticconnector

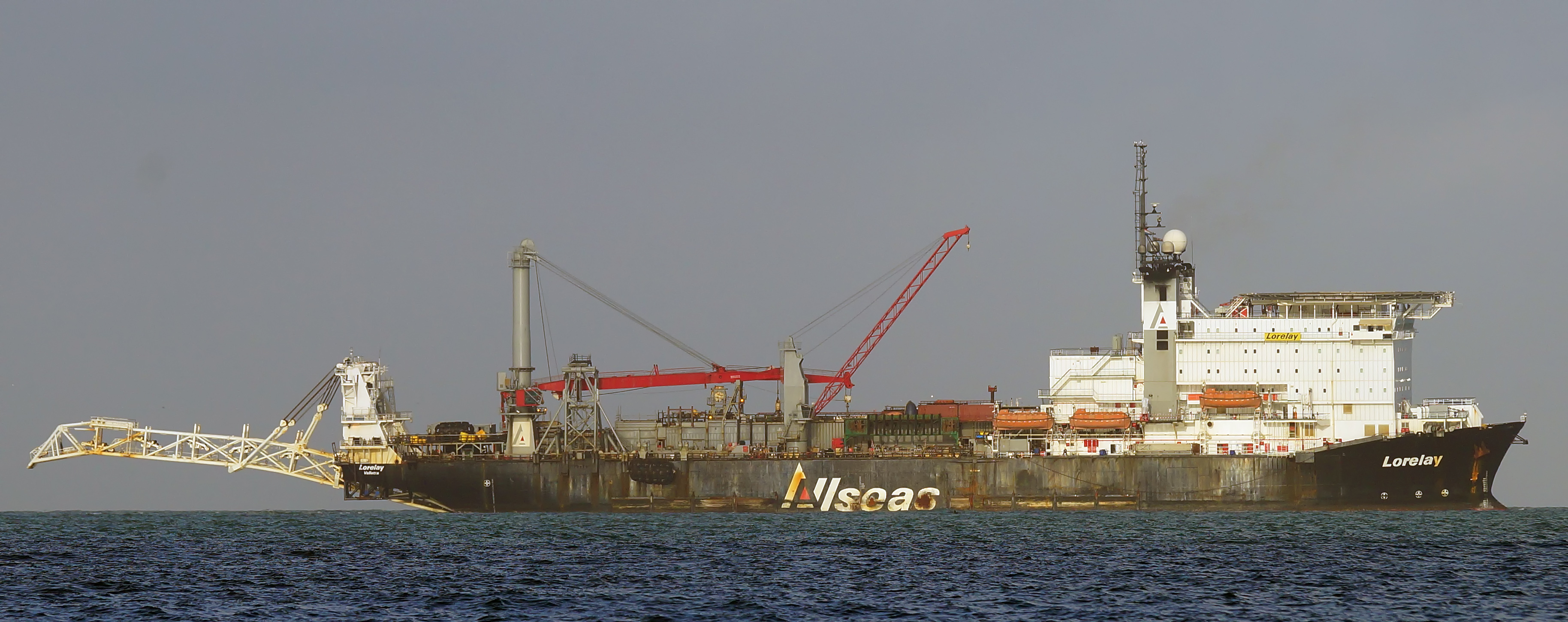
Pijpenlegger Loreley van Allseas

Balticconnector is een aardgaspijpleiding tussen Ingå in het zuiden van Finland en Paldiski in het noorden van Estland. Het aardgas kan in beide richtingen worden getransporteerd. De pijplijn is eigendom van en wordt beheerd door Gasgrid Finland en Elering. Het verbindt de Estse en Finse gasnetten en geeft Finland toegang tot de ondergrondse gasopslaginstallatie in Inčukalns in Letland. Bovendien maakt de pijpleiding de bouw van de regionale terminal in Finland voor vloeibaar aardgas mogelijk.
De onderzeese pijpleiding en een nabijgelegen datakabel raakten in oktober 2023 beschadigd. De eerste inschatting is dat de schade lijkt te zijn veroorzaakt door een externe mechanische gebeurtenis.

## Aanleg
Het project was een oorspronkelijk idee van het Finse aardgasbedrijf Gasum en Eesti Gaas uit Estland. Na enige wisselingen nam de Estse transmissiesysteembeheerder Elering de plaats in van Eesti Gaas. In oktober 2015 verliet Gasum het project en dit bedrijf werd opgevolgd door het Finse staatsbedrijf Baltic Connector OY.
De haalbaarheidsstudie werd in mei 2007 afgerond. In de jaren daaropvolgend werd nader onderzoek gedaan naar de milieueffecten, zeebodemstudies en financiële aspecten. Op 17 oktober 2016 werd de bouwovereenkomst ondertekend door Elering en Baltic Connector.
Op 8 juni 2018 startte de bouw in Ingå. Het leggen van de pijpleiding op de zeebodem begon op 20 mei 2019 en werd voltooid op 24 juni 2019.
Het landdeel in Estland werd op 23 oktober 2019 gevuld met gas en het offshoregedeelte volgde op 27 november 2019. De pijpleiding werd op 11 december 2019 officieel in gebruik genomen met ceremonies in Helsinki en Paldiski. Vanaf 1 januari 2020 is de Balticconnector commercieel in gebruik.
Na de ingebruikname van een gaspijpleiding tussen Polen en Litouwen in 2022 zijn Estland en Finland aangesloten op de Poolse en interne gasmarkten van de Europese Unie en vice versa. In 2023 ontving Estland het eerste aardgas van de Finse Inkoo LNG-terminal.
Vanaf begin 2023 transporteerde de pijpleiding 30 GWh/dag van Finland naar Estland. 

## Technische beschrijving
Het hele project bestaat uit 77 kilometer offshore-pijpleiding tussen Ingå en Paldiski. Verder is er een pijplijn van 21 kilometer in Finland tussen Ingå en Siuntio. In Estland is er een pijplijn met een lengte van 54 kilometer tussen Paldiski en Kiili. Er zijn verder meet- en compressorstations in Ingå en in Kersalu (Estland). Het deel van de pijplijn in zee wordt gezamenlijk beheerd door Elering en Baltic Connector, terwijl de twee delen op het land door elke partij afzonderlijk worden beheerd.
Voor het deel in zee en op het Finse land hebben de buizen een diameter van 500 millimeter (mm, of 20 inch) met een werkdruk van 80 bar (8000 kPa). Het Estse land-gedeelte maakt gebruik van grotere buizen van 700 mm (28 inch) met een lagere werkdruk van 55 bar (5500 kPa). In Estland is de pijpleiding aangesloten op de bestaande 700 mm gastransportpijpleiding vanuit Letland, die zal worden versterkt. De initiële capaciteit van de pijpleiding bedroeg 900 miljoen m³ per jaar en is later uitgebreid naar 2,6 miljard m³ per jaar. 
De investering voor de pijpleiding was € 300 miljoen, waarvan € 206 miljoen gefinancierd door de Europese Commissie.
Het land-gedeelte in Estland werd gebouwd door EG Ehitus AS, een dochteronderneming van Eesti Gaas. Het offshore-gedeelte werd gebouwd door Allseas die de pijpenlegger Lorelay hiervoor heeft ingezet. Het is een ondiep traject en de zeebodem van de Finse Golf ligt tot maximaal 100 meter onder de waterspiegel. De buizen werden geleverd door het Griekse bedrijf Corinth Pipeworks Pipe Industry SA.

## Schade door anker
Op 8 oktober 2023, rond 02:00 uur lokale tijd, liep de druk in de pijplijn snel en sterk terug. De beheerders sloten de pijplijn af en stopte de gasstroom. Later ontdekten ze een lek in een beschadigde pijp in zee. Op 10 oktober 2023 maakte de Finse regering bekend dat de schade aan de pijpleiding mogelijk opzettelijk was veroorzaakt. Een telefoonkabel naast de pijpleiding raakte ook beschadigd.
Volgens voorlopig onderzoek is de schade mechanisch veroorzaakt en niet door een explosie. De schade kan zijn veroorzaakt door een scheepsanker dat over de bodem is gesleept. Op 21 oktober 2023 meldden de Finse autoriteiten dat het Chinese containerschip Newnew Polar Bear zich op het moment van het incident in het gebied bevond en dat de rol van dit schip nader wordt onderzocht. Reparatie van de pijplijn heeft vijf maanden geduurd en begin april 2024 kwam het weer in gebruik. De reparatie heeft 40 miljoen euro gekost.
In augustus 2024 heeft China erkend dat het vrachtschip Newnew Polar Bear verantwoordelijk was voor de beschadiging van de gaspijpleiding. De Chinese autoriteiten hebben een onderzoek uitgevoerd en hebben de resultaten gedeeld met de Estse en Finse regeringen. Volgens het Chinese rapport zou het incident een ongeval zijn dat het gevolg was van een zware storm, hoewel details over hoe de pijpleiding precies werd beschadigd zijn worden duidelijk. Finse en Estse autoriteiten nemen dit voor kennisgeving aan en hebben vragen gesteld aan de Chinese autoriteiten die onbeantwoord zijn gebleven.